# Anna Colas Pépin

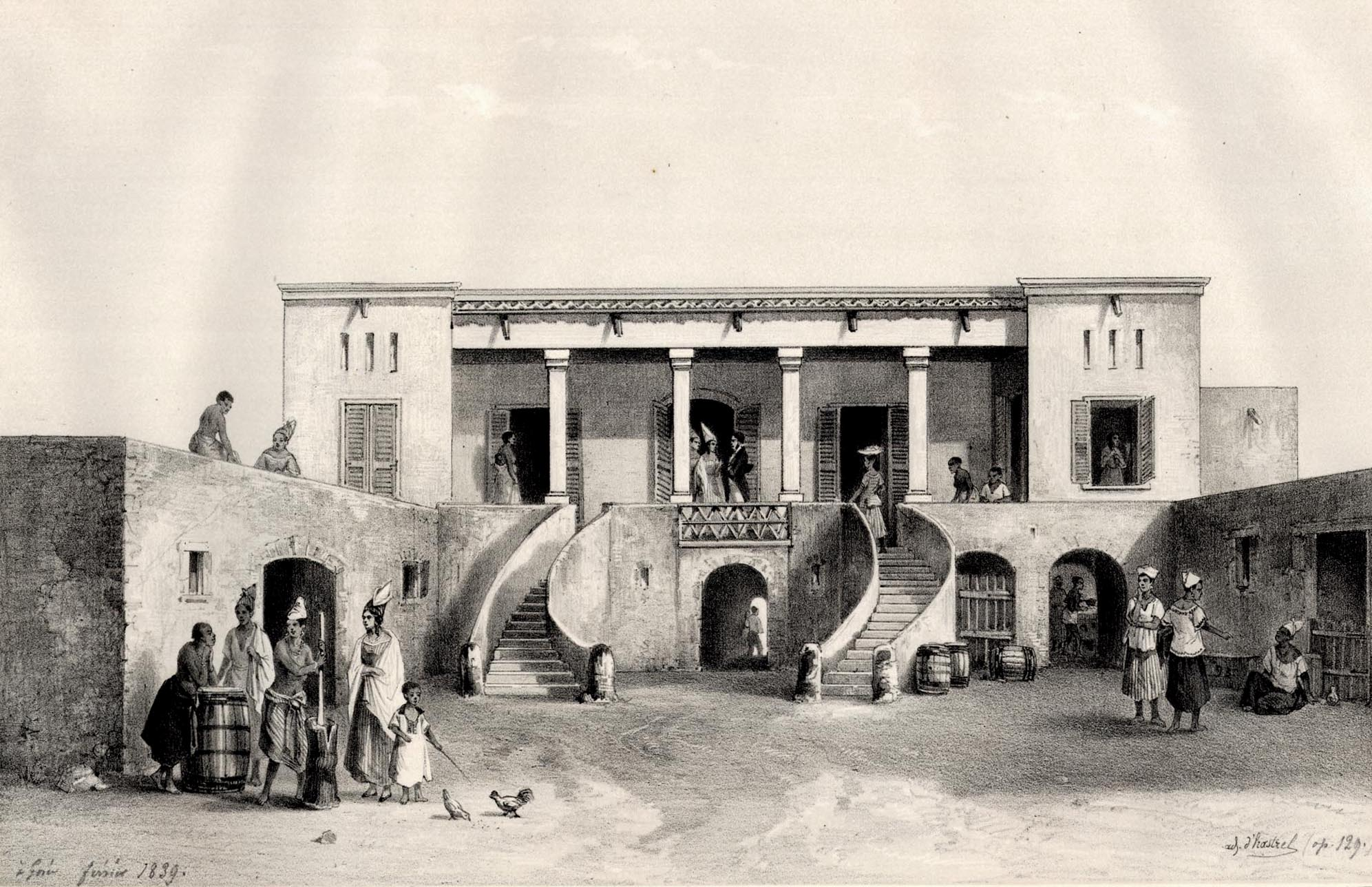
Casa de Anna Colas Pépin, 1839. La dama de piel más clara arriba en el centro probablemente sea la propia Anna Colas Pépin.

Anna Colas Pépin o Anne-Nicolas "Annacolas" Pépin (1787–1872), fue una conocida signare, mujeres de negocios mulatas en la costa de África Occidental entre los siglos XVII y XIX. Pertenece a uno de los ejemplos famosos de signares de Gorée, pero a menudo ha sido confundida con su tía paterna Anne Pépin. 
Era hija de Nicolas Pépin (1744–1815) y Marie-Thérèse Picard (fallecida después de 1790), se casó con François Saint-Jean y fue la madre de Mary de Saint Jean (1815–1853), esposa del primer miembro senegalés del Parlamento francés, Barthélémy Durand Valantin (1806–1864): la famosa pintura hecha por Edward Augustus Nousveaux podría representar a Anna Colas Pépin o a su hija. 
Pépin fue descrita como miembro principal e influyente de la comunidad, e invirtió en terrenos y edificios en Gorée en cooperación con las autoridades francesas. Como miembro principal de la élite local, recibió a Francisco de Orleans, príncipe de Joinville en su visita a Gorée en 1842, una escena descrita por Édouard Auguste Nousveaux.